# لی ره
لی ره (کره‌ای: 이레؛ انگلیسی: Lee Re؛ زادهٔ ۱۲ مارس ۲۰۰۶) بازیگر اهل کره جنوبی است. او به خاطر ایفای نقش در فیلم امید (۲۰۱۳) شهرت دارد.

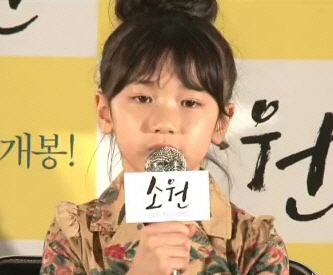
لی ره در سال ۲۰۱۳

## فیلم‌شناسی

### فیلم
| سال  | عنوان                           | نقش                     |
| ---- | ------------------------------- | ----------------------- |
| ۲۰۱۳ | امید                            | ایم سو-وون              |
| ۲۰۱۴ | چگونه یک سگ بدزدیم              | جی-سو                   |
| ۲۰۱۶ | یک ملودی برای به یاد آوردن (ko) | سون-هی                  |
| ۲۰۱۷ | نام تو                          | یوتسوها میامیزو (دوبله) |
| ۲۰۱۸ | هفت سال شب                      | یو سه-ریونگ             |
| ۲۰۱۹ | شاهد بی‌گناه                     | کیونگ-هی (بازیگر مهمان) |
| ۲۰۱۹ | خانم‌های پلیس                    | جوانی جی-هه             |
| ۲۰۲۰ | شبه‌جزیره                        | جون ای                  |

### مجموعه تلویزیونی
| سال  | عنوان              | نقش                          | شبکه    | منابع       |
| ---- | ------------------ | ---------------------------- | ------- | ----------- |
| ۲۰۱۲ | خداحافظ همسر عزیز  | مین-سو                       | چنل ای  |             |
| ۲۰۱۲ | تعقیب کننده        | دختر یون چانگ-مین            | اس‌بی‌اس  |             |
| ۲۰۱۲ | آقای اوه اینجاست   | بیول                         | ام‌بی‌سی  |             |
| ۲۰۱۵ | سوپر ددی یول       | چا سا-رانگ                   | تی‌وی‌ان  |             |
| ۲۰۱۵ | شش اژدهای پرنده    | جوانی بون-یی                 | اس‌بی‌اس  |             |
| ۲۰۱۶ | برگرد آقا          | کیم هان-نا                   | اس‌بی‌اس  |             |
| ۲۰۱۷ | جادوگر در دادگاه   | کودکی ما یی-دوم              | کی‌بی‌اس۲ |             |
| ۲۰۱۸ | رادیو عاشقانه      | جوانی سونگ گو-ریم            | کی‌بی‌اس۲ |             |
| ۲۰۱۸ | خاطرات الحمرا      | جونگ مین-جو                  | تی‌وی‌ان  | [ ۴ ]       |
| ۲۰۲۰ | استارت آپ          | جوانی وون این-جه             | تی‌وی‌ان  | [ ۵ ]       |
| ۲۰۲۱ | سلام، منم!         | بان ها-نی (جوانی)            | کی‌بی‌اس۲ |             |
| ۲۰۲۱ | نقل مکان به بهشت   | «دختر پروانه» (قسمت ۱۰)      | نتفلیکس | [ ۶ ]       |
| ۲۰۲۱ | زادگاه             | جو جه-یونگ                   | اوسی‌ان  | [ ۷ ] [ ۸ ] |
| ۲۰۲۱ | عازم جهنم          | جین هی-جونگ [دختر کیونگ-هون] | نتفلیکس |             |
| ۲۰۲۳ | خواننده دور افتاده | جوانی سو موک ها              | نفلیکس  |             |